# Garde nationaliste arabe
La Garde nationaliste arabe (GNA ; en arabe : الحرس القومي العربي), est un groupe armé nationaliste et nassériste fondé en avril 2013 et engagé dans la guerre civile syrienne.

## Idéologie
La Garde est nationaliste arabe et antisioniste. Elle se réclame de la République arabe unie, de Nasser, de Bachar el-Assad, de Saddam Hussein et même d'Hugo Chávez,.

## Effectifs et commandement
La Garde est commandée par Abou A'ed, un Libanais qui a combattu les Américains en Irak. Elle compte des combattants venus de tout le monde arabe, mais les plus nombreux sont les Syriens, les Irakiens, les Égyptiens et les Palestiniens.
Début 2014, le groupe compte environ 1 000 hommes divisés en quatre bataillons : le bataillon Wadih Haddad, le bataillon Haydar al-Amali, le bataillon Mohamed Brahmi et la bataillon Jules Jammal. À cette période, il aurait compté une cinquantaine de tués au combat,. En mai 2014, la brigade se dote d'une branche féminine après avoir recruté au moins 70 femmes.

## Zone d'opérations
La Garde est présente en Syrie dans les gouvernorats de Rif Dimachq, Deraa, Homs et Alep, mais elle est surtout présente dans la région de Damas et s'est principalement battue dans le Qalamoun. Elle prend part à la bataille de la Ghouta orientale, à la bataille d'Alep, au siège de Daraya, à l'offensive de Tabqa et sert sur le front de Palmyre. Elle dispose d'un camp dans le mont Qassioun, près de Damas.